# Google パック
Google パック（グーグル Pack）は、Googleが無料で配布していたソフトウェアのセット。
対応OSはMicrosoft Windows XPとWindows Vista。ソフトは、選択してダウンロード・インストールでき、それらの管理はGoogle アップデータというソフトで行う。
英語版は2006年1月6日は、日本語ベータ版は2006年7月7日から提供された。
2011年9月にWebアプリへのシフトが起こっているとして提供を終了し、パックに含まれていたソフトウェアのダウンロードページへのリンク集となった。

## 日本語ベータ版で提供されていたソフトウェア

### Googleのソフトウェア
- (Googleアップデータ)

- Google Chrome
- Google Earth
- Googleデスクトップ
- Googleツールバー（Internet Explorer用）
- Picasa

### 他社のソフトウェア
- Mozilla Firefox（Google ツールバー付属 ）
- Skype
- avast! Free Antivirus
- Adobe Reader
- RealPlayer

## 過去に提供されていたソフトウェア
- Norton Security Scan
- StarSuite（商用版OpenOffice.org）
- SpywareDoctor with antivirus